# Microchilus rodmani
Microchilus rodmani är en skalbaggsart som beskrevs av Jameson 2008. Microchilus rodmani ingår i släktet Microchilus och familjen Rutelidae. Inga underarter finns listade i Catalogue of Life.